# Vicarious
Vicarious è un singolo del gruppo musicale statunitense Tool, pubblicato il 17 aprile 2006 come primo estratto dal quarto album in studio 10,000 Days.

## Descrizione
Si tratta della traccia d'apertura dell'album e presenta un riff di chitarra in 5/4 e un testo caratterizzato da una critica pungente che il cantante Maynard James Keenan rivolge al pubblico che vive attraverso gli altri agli occhi dei media.
Il singolo è entrato in rotazione radiofonica negli Stati Uniti d'America a partire dal 17 aprile 2006, raggiungendo la seconda posizione delle classifiche Alternative Airplay e Mainstream Rock Airplay, entrambe stilate da Billboard.

## Video musicale
Il video, diretto dal chitarrista Adam Jones e Alex Grey, è stato reso disponibile il 18 dicembre 2007 all'interno dell'edizione DVD del singolo.

## Tracce
CD promozionale (Australia, Polonia, Stati Uniti)
1. Vicarious – 7:06

DVD (Stati Uniti)
1. Vicarious – 8:47
2. Commentary (Brandy / Mandy) – 18:34
3. Documentary – 40:46
4. Storyboards – 1:17
5. CoSM – 4:09
6. Credits – 1:39

## Formazione
Gruppo
- Maynard James Keenan – voce
- Adam Jones – chitarra
- Justin Chancellor – basso
- Danny Carey – batteria

Produzione
- Tool – produzione
- Evil Joe Barresi – registrazione, missaggio

## Classifiche
| Classifiche (2006)               | Posizione massima |
| -------------------------------- | ----------------- |
| Canada (rock)                    | 15                |
| Stati Uniti                      | 115               |
| Stati Uniti (alternative)        | 2                 |
| Stati Uniti (mainstream rock)    | 2                 |
| Stati Uniti (radio)              | 74                |
| Classifiche (2008)               | Posizione massima |
| Germania                         | 71                |
| Classifiche (2019)               | Posizione massima |
| Stati Uniti (rock & alternative) | 11                |